# Advanced Trauma Care for Nurse
Advanced Trauma Care for Nurse (ATCN, engl. „Erweiterte Traumaversorgung für Krankenpflegekräfte“) ist ein Ausbildungskonzept, das standardisierte diagnostische und therapeutische Handlungsabläufe in der frühen innerklinischen Erstversorgung von schwerverletzten (polytraumatisierten) Patienten im Schockraum definiert. 
Das Konzept basiert auf dem Advanced Trauma Life Support (ATLS) Konzept für Ärzte. Ziel ist eine Berufsgruppenüberschreitend standardisierte Behandlung eines Verletzten. Das entsprechende Konzept im Rettungsdienst heißt Prehospital Trauma Life Support (PHTLS).

## Entwicklung
Den Anstoß zur Entwicklung des ATLS-Konzeptes gab ein Unfall des US-amerikanischen Unfallchirurgen James Styner, der 1976 mit seiner Familie in einem Privatflugzeug verunglückte. Die notfallmedizinische Erstversorgung war so mangelhaft, dass Styner gravierende Mängel in der ärztlichen Ausbildung zur Versorgung Schwerverletzter konstatierte. Auf seine Initiative gründeten sich verschiedene regionale Arbeitsgruppen, die Konzepte zur Erstversorgung von Verletzten aufstellten. Ende der 1970er Jahre wurde ATLS vom American College of Surgeons auf Grundlage dieser Arbeiten entwickelt. Man bediente sich dabei der didaktischen Konzepte, die die American Heart Association kurz vorher mit dem Advanced Cardiac Life Support eingeführt hatte. 
Bereits 1982 wurde in den USA erstmals Pflegekräfte nach dem ATLS Konzept geschult. Die Ausbildung erfolgte größtenteils zusammen mit den ärztlichen Kollegen. Nach mehreren strukturellen Veränderungen wurde 1998 schließlich das ATCN Konzept unter der Führung der Society of Traumanurses (STN), einer Vereinigung von Pflegekräften die in der Traumaversorgung arbeiten, entwickelt, und zwei Jahre später offiziell vom American College of Surgeons (ACS) anerkannt. Bereits 2001 folgten die ersten internationalen Kurse. Nach intensiver Vorbereitung wird ATCN in Deutschland seit 2011 geschult.

## Konzept
Das Konzept orientiert sich stark am Konzept des Advanced Trauma Life Support (ATLS)

## Ausbildung
Die Ausbildung von ATCN findet in einem zweieinhalbtägigen Kurs statt und beinhaltet sowohl Theorie wie auch praktische Übungen anhand von Fallbeispielen. Die theoretischen Grundlagen werden zum Teil gemeinsam mit dem ärztlichen ATLS vermittelt, die Übungen jedoch sind auf die Tätigkeiten der Pflegekräfte abgestimmt.